# Paul Scofield
David Paul Scofield (n. 21 ianuarie 1922, West Sussex, Anglia, Regatul Unit al Marii Britanii și Irlandei – d. 19 martie 2008, Sussex, Anglia, Regatul Unit) a fost un actor englez de teatru, voce și film. A obținut Premiul Oscar pentru cel mai bun actor în anul 1967, pentru rolul Thomas Morus din filmul Un om pentru eternitate (A Man for All Seasons).
În anul 1946, câștigând admirația publicului în rolurile lui Henric V și Hamlet.

## Filmografie
- Trenul (1964)
- Un om pentru eternitate (1966)
- Anna Karenina (1985)
- Vrăjitoarele din Salem (1996)

### Articole
- en  The Guardian, 20 March 2008
- en  The Independent, 21 March 2008
- en  The Times, 21 March 2008 Arhivat în 9 mai 2008, la Archive.is
- en  The Daily Telegraph, 22 March 2008